# John Pope (tábornok)
John Pope (Louisville, Kentucky, 1822. március 16. – Sandusky, Ohio közelében, 1892. szeptember 23.) hivatásos amerikai katona, unionista vezérőrnagy, 1862 februárjától júniusig a Mississippi-hadsereg parancsnoka, a Virginiai-hadsereg parancsnoka a második Bull Run-i csatában, ezt követően az Északnyugati Körzet parancsnoka.

## Életútja
A West Pointon hadmérnöki diplomát szerzett 1842-ben, az 56 fős évfolyamon Pope a 17. helyen végzett. Részt vett a mexikói–amerikai háborúban (1846-1848), ahol két csatában is kitüntette magát. 1859-ben nősült meg, felesége Clara B. Horton, Valentin B. Horton képviselő lánya. Apósa 1861-62-ben volt képviselő, így John Pope is Lincoln elnök látókörébe került. A mexikói-amerikai háború és az amerikai polgárháború közti időszakban (1849-1861) topográfiai mérnök és felügyelő volt Florida, Új-Mexikó és a Minnesota államokban. Az első transzkontinentális vasút útvonalainak felmérésével is foglalkozott. 
Az amerikai polgárháború idején dandártábornokként kezdte tevékenységét a nyugati hadszíntéren John C. Frémont, majd Henry W. Halleck parancsnoksága alatt. A Mississippi-hadsereg élén Andrew Hull Foote haditengerészeti tiszttel elfoglalta a Mississippi folyó stratégiailag fontos 10. számú szigetét.
1862-ben átvezényelték a keleti hadszíntérre, annak ellenére, hogy Pope szívesebben maradt volna nyugaton, ahol eredményesen harcolt. Végül a keleti hadszíntéren marasztalták, ahol 1862 júliusában létrehozták neki a Virginiai-hadsereget, s megindították Richmond irányába. Ennek az eredménye lett a második Bull Run-i csata, amelyet Pope vívott meg a Virginiai-hadsereg élén. Keményen harcoltak, négy középnyugati ezred is volt köztük, amelyek közül a 2. wisconsini már az első Bull Run-i csatában is részt vett. 
A négy középnyugati ezred alkotta az úgynevezett Fekete Csákós Dandárt. John Pope serege frontálisan ütközött Stonewall Jackson csapatával. Pope seregének háta mögött Robert E. Lee serege lendült támadásba. Pope vereséget szenvedett a csatában, de ez nemcsak az ő hibája volt, hanem George B. McClellan is nagyot hibázott, amikor kicsinyes bosszúvágytól vezérelve nem sietett John Pope segítségére a Potomac hadsereggel. McClellan nagy kárt okozott ezzel az Uniónak. A vereség után John Pope leváltásra került.
John Pope az északnyugati katonai körzetbe kellett, hogy menjen, ahol sikeresen harcolt az indiánok ellen. 1865-ben már Pope volt az indián ügyek legkiválóbb szakértője. A polgárháború befejezése után az atlantai rekonstrukció katonai parancsnoka volt, de nem sokáig volt ezen a területen. 1867-ben nevezték ki parancsnoknak az Újjáépítési Harmadik katonai körzetbe, amelybe Georgia, Florida, Alabama tartozott és ahol az afroamerikaiak szavazati jogát védte. 1869-től 1883-ig Missouri államban teljesített szolgálatot. Közben építészmérnöki beosztásban 1874-75-ben részt vett a Red River háborúban, amely különböző indián törzsek áttelepítését szorgalmazta. Pope méltányos bánásmódot javasolt a leigázott törzsekkel kapcsolatban.

## Késői évek
John Pope vezérőrnagy már 44 éve szolgált az amerikai reguláris hadseregben, amikor 1886. március 16-án nyugdíjazását kérte. 1888-ban meghalt a felesége. Pope nyugdíjas éveiben emlékiratait írta, amelyben ellenségeinek is megbocsátott. Pope 1892. szeptember 23-án hunyt el álmában. Felesége mellé temették, a Bellefontaine temetőbe (St. Louis, Missouri).